# Телебашня Гуанчжоу
Телебашня Гуанчжоу (кит. 广州塔, англ. Canton Tower) — вторая по высоте телебашня в мире. Построена в 2005—2009 годах компанией ARUP к Азиатским играм 2010 года. Высота телебашни составляет 600 метров. До высоты 450 метров башня возведена в виде комбинации гиперболоидной несущей сетчатой оболочки и центрального ядра. Гиперболоидная конструкция сетчатой оболочки телебашни Гуанчжоу соответствует патенту 1899 года русского инженера В. Г. Шухова.
Сетчатая оболочка башни выполнена из стальных труб большого диаметра. Башню венчает стальной шпиль высотой 160 метров. Башня предназначена для трансляции ТВ- и радиосигналов, а также для обзора панорамы Гуанчжоу и рассчитана на приём 10 000 туристов в день.
На высотах 33, 116, 168 и 449 метров расположены застеклённые обзорные площадки, на высоте 488 метров расположена открытая обзорная платформа. Вращающиеся рестораны находятся на высотах 418 и 428 метров, на высоте 407 метров есть «VIP-кафе».

## Галерея

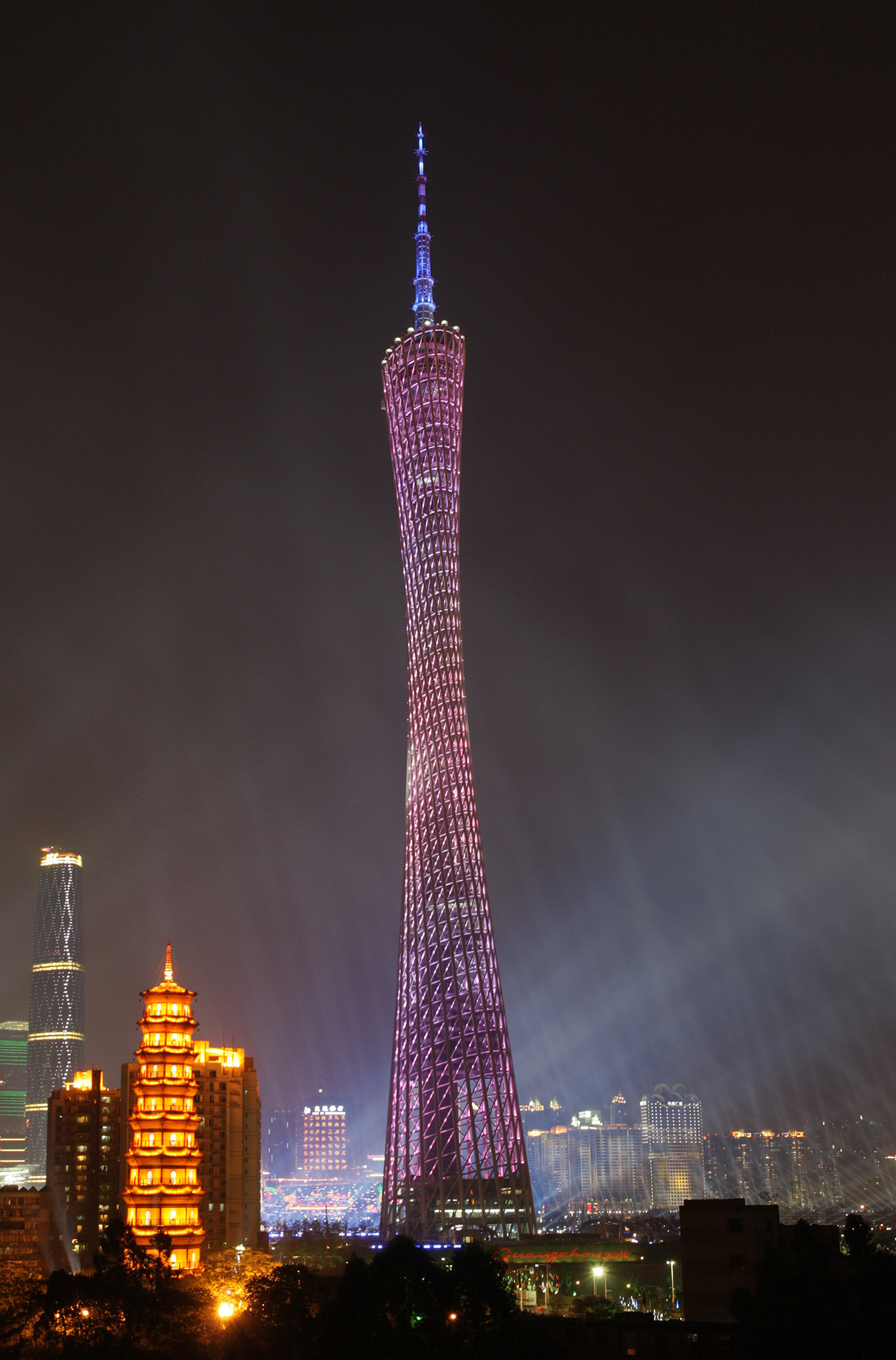
Телебашня ночью во время открытия Азиатских игр
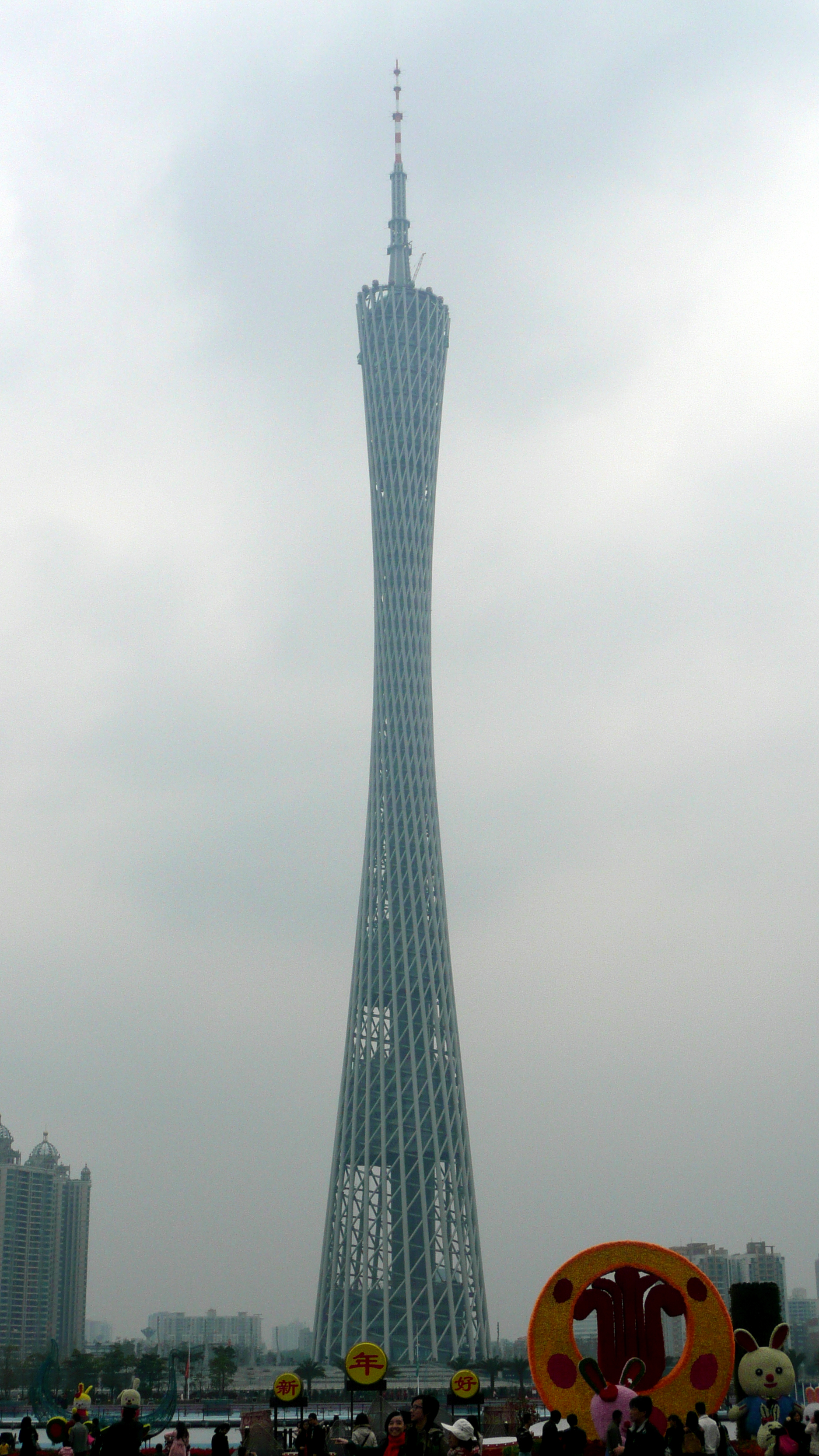
Башня в 2011 году
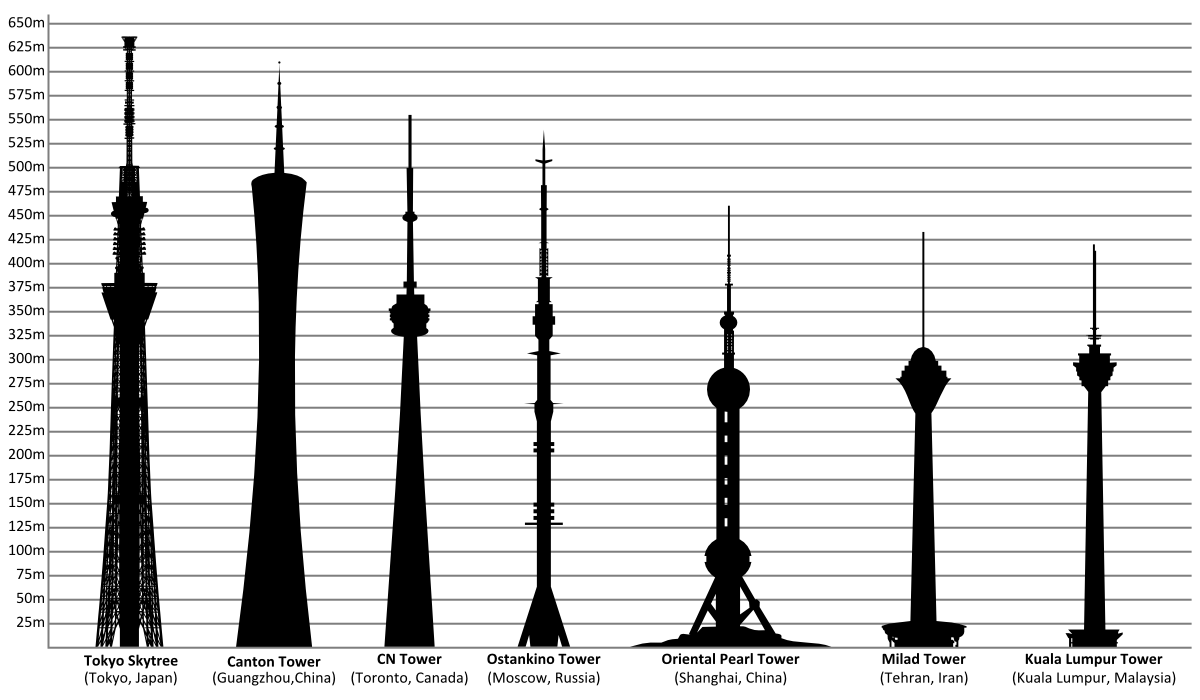
Диаграмма, показывающая телебашню в списке высочайших в мире

### Строительство башни

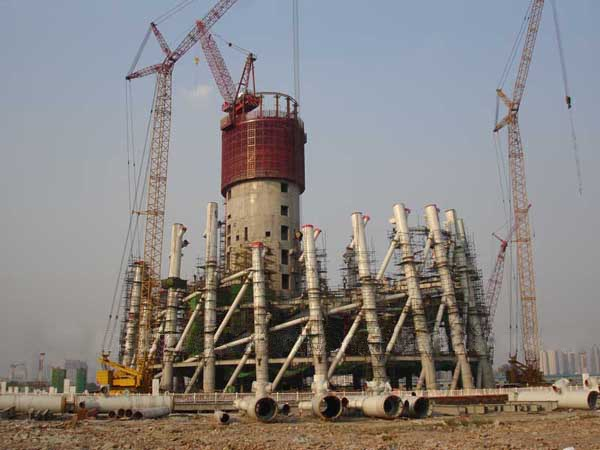
Строительство башни
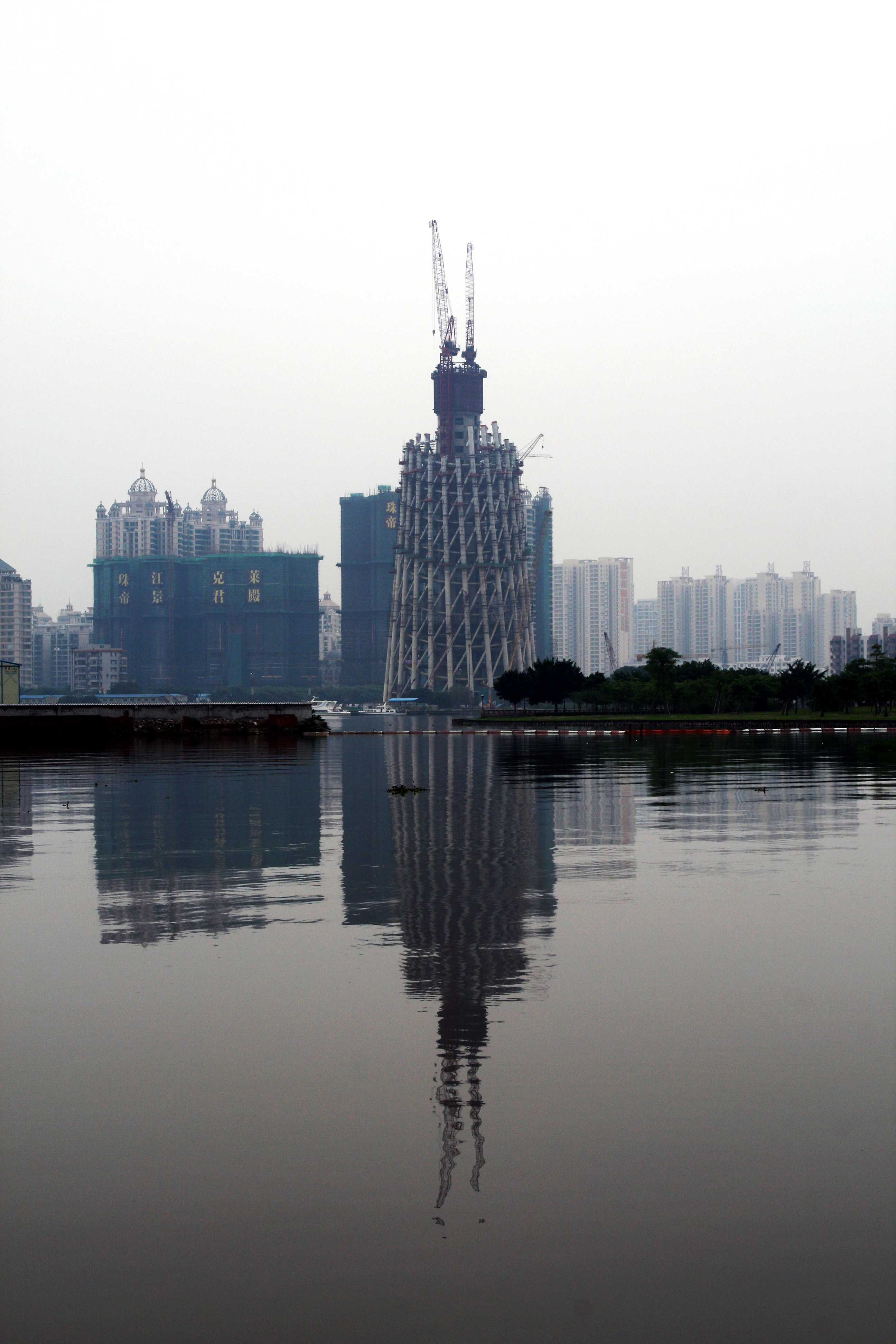
Июнь 2007 года
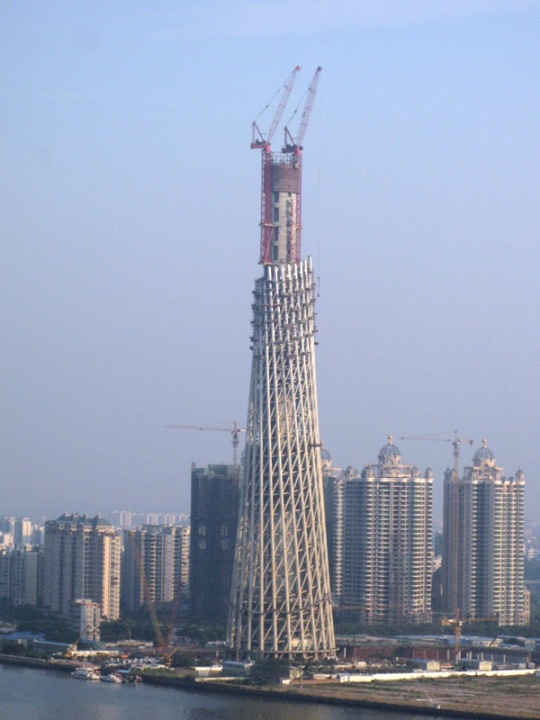
Ноябрь 2007 года
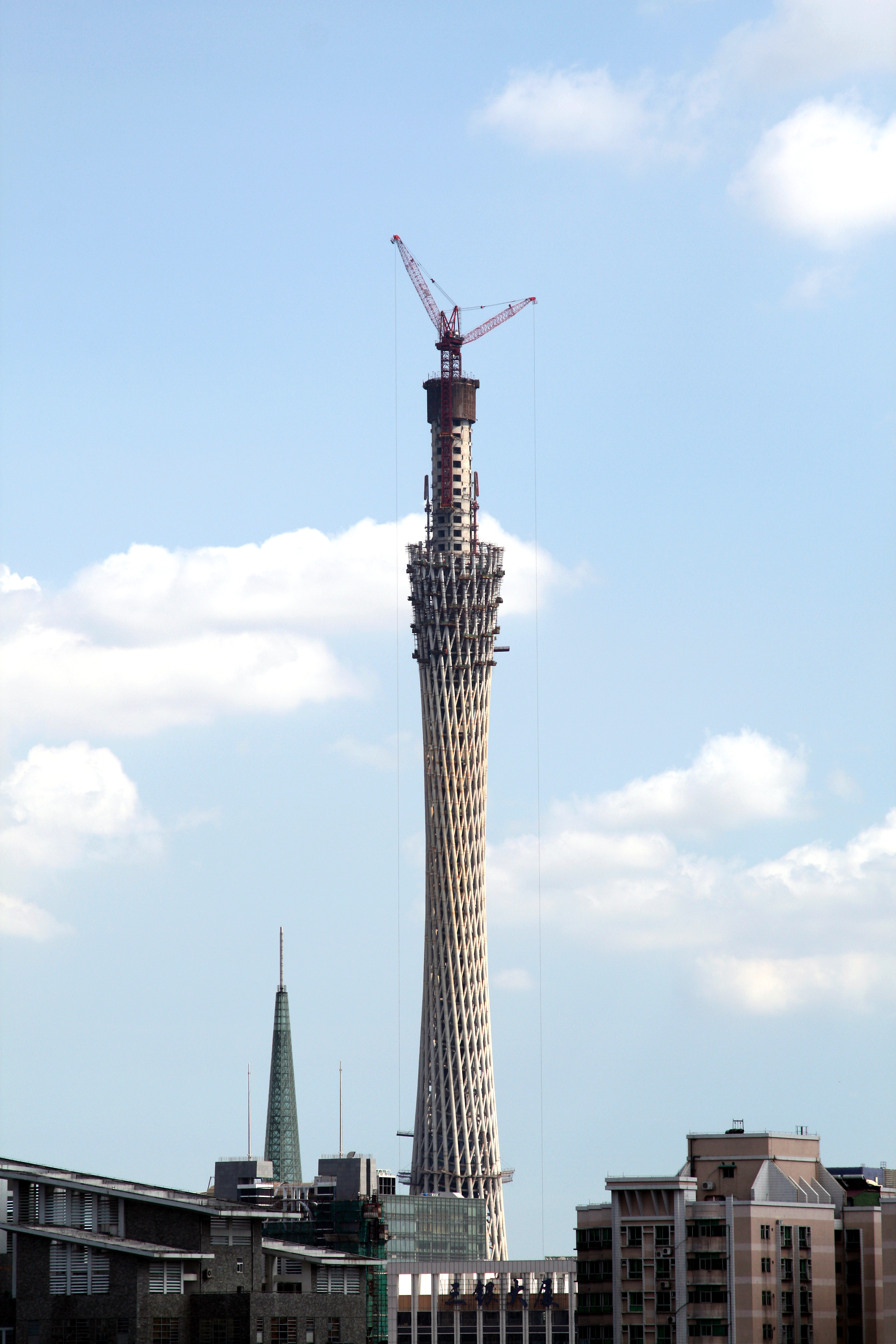
Октябрь 2008 года